# Бобрица (река)

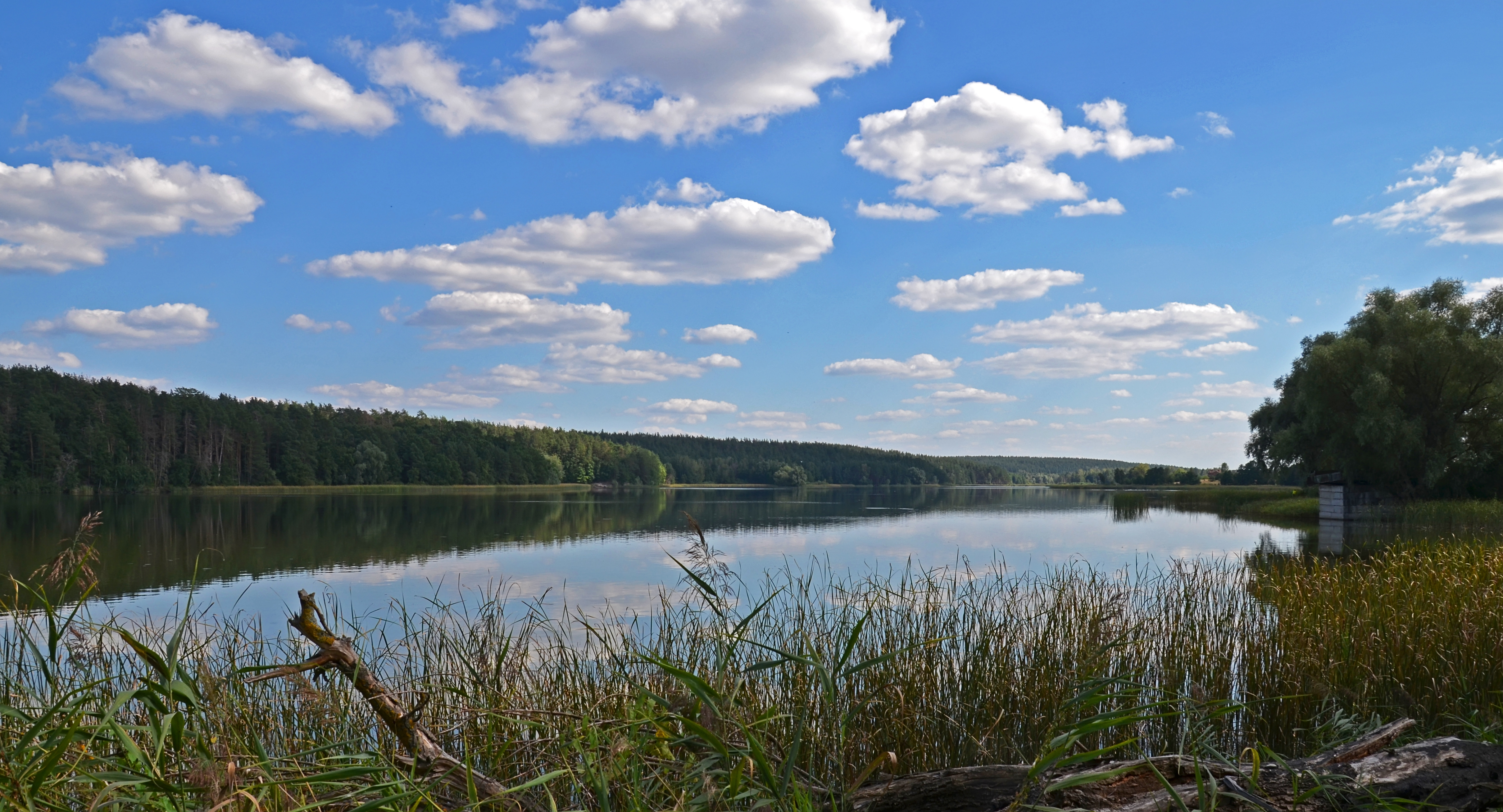
Пруд на реке Бобрица в селе Бобрица

Бобрица (укр. Бобриця) — река на Украине, протекающая по территории Васильковского и Киево-Святошинского районов Киевской области. Бобрица является правым притоком реки Ирпень (бассейн Днепра).

## Описание
Длина Бобрицы составляет 13,5 км. Исток реки — болото возле Калиновского канала в поселке городского типа Калиновка. Впадает в реку Ирпень возле села Бобрица. На берегах Бобрицы расположены пгт Калиновка и села Даниловка, Кожуховка, Бобрица, Заборье, Бобрица.

## История
Происхождение названия неизвестно. Возможно, происходит от бобров, живших здесь во времена Киевской Руси.
По народной легенде, у реки была построена деревянная крепость, а затем бастионы.